# Dorcadion nudipenne
Dorcadion nudipenne är en skalbaggsart som beskrevs av Escalera 1908. Dorcadion nudipenne ingår i släktet Dorcadion och familjen långhorningar. Inga underarter finns listade i Catalogue of Life.